# Ретикуло-эндотелиальная система
Ретикулоэндотелиальная система (РЭС) — устаревший термин для обозначения тканевых макрофагов (например: микроглия, клетки Купфера в печени, альвеолярные макрофаги, клетки Лангерганса). Тканевые макрофаги заселяют органы на различных этапах эмбриогенеза (как, например, микроглия или клетки Купфера) или в раннем послеродовом периоде (альвеолярные макрофаги). В нормальных условиях тканевые макрофаги поддерживают свою популяцию за счёт пролиферации на месте, а не за счёт прихода новых клеток (моноцитов) из костного мозга.
С 1969 года заменена термином «система мононуклеарных фагоцитов».